# Conto de Outono
Conte d'automne (br / pt: Conto de Outono) é um filme francês de 1998, do gênero romance, realizado por Eric Rohmer.

## Sinopse
A viúva Magali, de 45 anos, é uma produtora de vinho no sul da França. Isabelle, a sua melhor amiga, resolve encontrar um novo marido para Magali: põe um anúncio num jornal local e encontra Gérald, um homem decente.
No casamento da filha de Isabelle, Magali conhece Gérald. Mas o problema é que na mesma ocasião ela também conhece Étienne, um outro homem por quem se interessa.

## Elenco
- Marie Rivière....Isabelle
- Béatrice Romand....Magali
- Alain Lisbolt.... Gérald
- Didier Sandre.... Étienne
- Alexia Portal.... Rosine
- Stéphane Darmon.... Léo
- Aurélia Alcaïs.... Emilia
- Matthieu Davette.... Grégoire
- Yves Alcaïs.... Jean-Jacques
- Claire Mathurin.... Augustine

## Prémios e nomeações
- Ganhou o prémio de melhor argumento no Festival de Veneza.